# 济南市麦丘农耕民俗文化展览馆
济南市麦丘农耕民俗文化展览馆，又称商河县麦丘农耕民俗文化展览馆、商河县麦丘民俗文化博物馆、济南麦丘民俗文化博物馆、商河县浩瀚爱国教育展览馆，位于山东省济南市商河县殷巷镇杨楼村的一家私人博物馆，展品分为民俗文化与国防教育两大类，由退伍军人杨培卿创建，2015年8月经当地民政部门批准后对外开放。

## 历史
该馆的创建者杨培卿曾在中国人民解放军海军北海舰队某部服役13年，转业后任商河县第二棉厂副厂长、济南兴商化工集团副总经理等职务。2009年，杨培卿享受国家企业军转干部政策退休。退休后开始着手搜集关于国防、民俗的物品，历时6年共收集抗战时期军事装备和旧时民俗器具上千件，并改造自家的农院为展馆。
2015年8月，济南麦丘民俗文化博物馆经民政部门批准后对外开放，当年举办了纪念中国抗日战争暨世界反法西斯战争胜利70周年展览。2015年上半年，该馆成为济南博物馆协会团体会员。2016年7月至10月，该馆联手商河县文广新局举办庆祝中国共产党建党95周年暨红军长征胜利80周年展览活动。2016年12月，中国共产党济南市麦丘文化馆支部委员会成立，归济南市社会组织党委领导。2017年8月，该馆联手商河县文广新局举办庆祝中国人民解放军建军90周年实物、模型及图文展览。2018年，因展品数量增加，杨培卿又对博物馆进行了扩建。
自开放以来，该馆一直免费向公众开放，杨培卿还时常将展品带到学校、村庄、幼儿园进行展出。

## 藏品
该馆展品主要分为民俗文化与国防教育两大类，包括抗战时期八路军的生活物品及武器，商河随军担架队运送伤员用的旧门板、独轮木车等等，以及旧机枪、炮弹壳、战舰模型、陶罐、石槽等。

## 备注
1. ↑  馆名中的“麦丘”至商河县，山东省商河县在春秋战国时期属于齐国麦丘邑[2]